# Zdrobnienie owoców czereśni

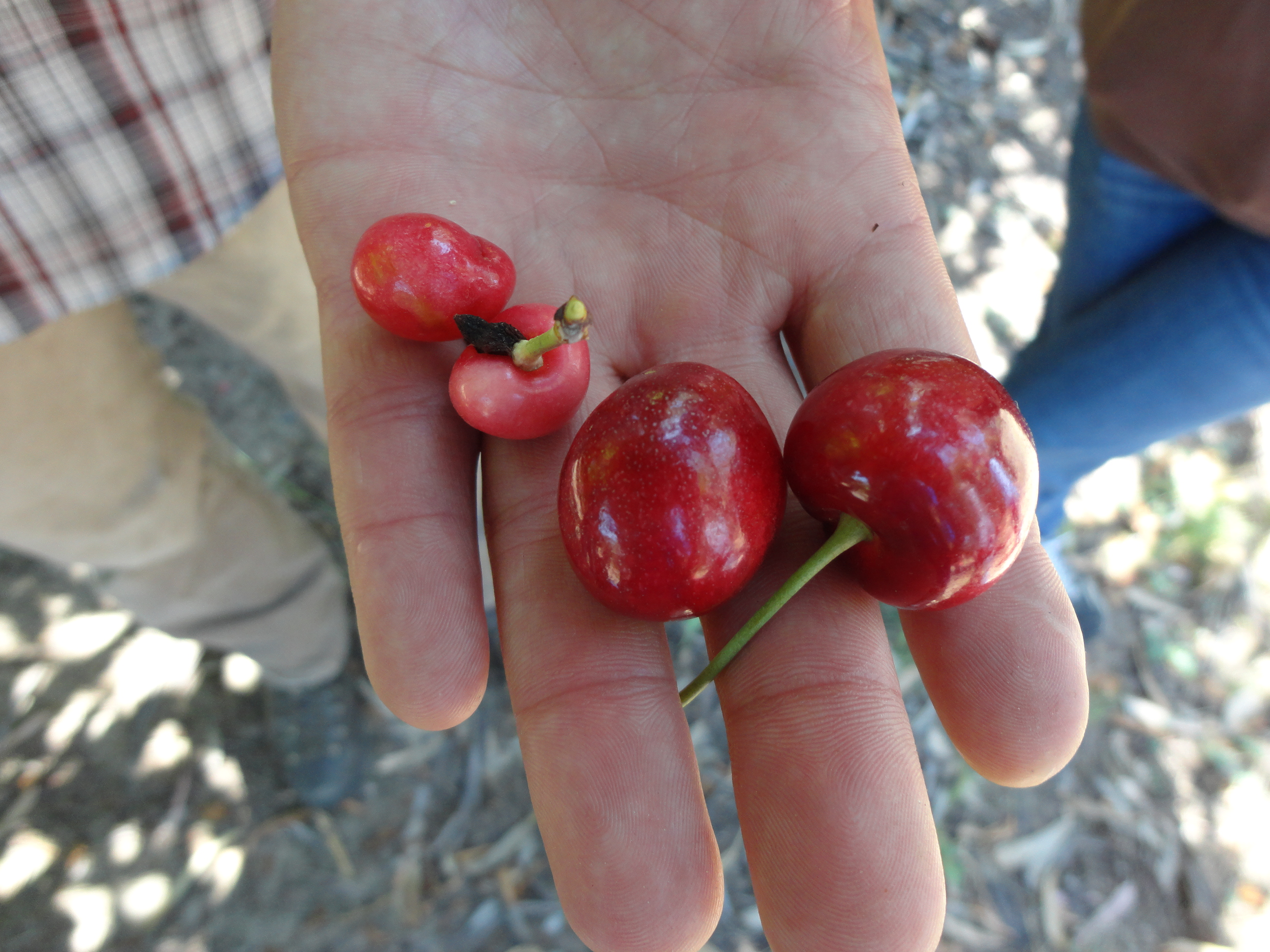
Normalne (po prawej) i zdrobniałe owoce czereśni (po lewej)

Zdrobnienie owoców czereśni (ang. cherry albino, cherry buckskin, X-disease) – wirusowa choroba wiśni i czereśni wywołana przez wirus drobnienia owoców czereśni (Little cherry virus).

## Patogeny i ich żywiciele
Chorobę według ujęcia w pracy Polskie nazwy chorób roślin użytkowych powodują Little cherry virus 1 i Little cherry virus 2. Inne źródła jako jej przyczynę podają także fitoplazmę o nazwie fitoplazma choroby X (X-disease phytoplasma).
W USA fitoplazma choroby X wśród drzew owocowych infekuje większość gatunków śliwy (Prunus), wiśnie (Prunus cerasus), czereśnie (Prunus avium), migdałowce (Prunus subgen. Amygdalus), aronię (Aronia sp.), brzoskwinie (Persica) i nektarynki (Prunus persica var. nucipersica). Infekuje również chwasty: np. mniszek lekarski (Taraxacum officinalis), rdestowiec ostrokończysty (Reynoutria japonica), bylica pospolita (Artemisia vulgaris), gwiazdnica (Stellaria sp.), malwa (Alcea sp.), lucerna (Medicago) i inne. W Polsce oprócz wiśni i czereśni poraża także brzoskwinie, u których wywołuje zdrobnienie owoców brzoskwini, wyizolowano ją także na jeżynach (Rubus).

## Objawy i szkodliwość choroby
Choroba powoduje zmniejszenie wielkości i jakości owoców czereśni. Przy porażeniu wirusem Little cherry 2, owoce często mają słaby, tylko lekko słodki smak, przy porażeniu fitoplazmą X często są gorzkie. Mają obniżoną zawartość fruktozy, glukozy i sorbitolu, a w niektórych przypadkach wzrasta w nich zawartość fenoli. Oprócz objawów na owocach można zaobserwować zmniejszony wzrost porażonych pędów, wskutek czego czasami liście tworzą gęste skupiska, gdy drzewa są zakażone przez wiele lat. Na wiśniach owoce są drobne, zniekształcone, słabe wybarwione, bez smaku lub gorzkie, podobne do niedojrzałych.
Objawy choroby zwykle ograniczają się do jednej lub kilku gałęzi, jeśli jednak drzewa były zainfekowane przez wiele lat, choroba może się rozprzestrzenić na całe drzewo. Postęp choroby:
- rok 1-2: małe owoce mogą być ograniczone do jednej gałązki lub grona, owoce mogą rozwijać się normalnie lub można zaobserwować pojedyncze owoce o barwie od bladoróżowej do białej;
- Lata 2–3: drzewo porażone systemowo, małe owoce obserwowane na wielu lub wszystkich konarach, wyraźnie słabo wybarwione;
- 4 lata i więcej: zmniejszony plon owoców i zamieranie pędów[3].

Różne odmiany wykazują różną odporność na chorobę. Chorobę po raz pierwszy zidentyfikowano w 1946 r. na wiśniach w Stanach Zjednoczonych Ameryki. Wówczas i długo potem zainfekowanych nią był około 1% tych drzew, ale w XXI w. rozprzestrzenienie tej choroby dramatycznie wzrosło. W latach 2015–2020 z jej powodu w USA usunięto 238 856 czereśni rosnących na 974 akrach i 33 082 drzew brzoskwini, nektarynek, śliwy i moreli rosnących na 81 akrach. Straty wyniosły 65 mln dolarów, a założenie nowych sadów będzie kosztowało 115 mln dolarów.

## Epidemiologia
Jedynymi znanymi wektorami przenoszącymi fitoplazmę X są pluskwiaki z rodziny skoczkowatych (Cicadellidae). Fitoplazma choroby X replikuje się w tkance łyka drzewa. Uważa się, że fitoplazma albo przestaje się replikować, albo umiera w nadziemnych częściach drzewa, gdy gałęzie przechodzą w stan uśpienia w miesiącach zimowych, ale aktywne, żywe komórki fitoplazmy zimują w korzeniach. Wiosną nadziemne części drzewa zostają ponownie zainfekowane, gdy fitoplazma przesuwa się w górę łyka drzewa, zwykle podążając tą samą ogólną trasą, co w poprzednim roku. W rezultacie objawy występują na jednej gałęzi przez rok lub dłużej, ale w końcu pojawią się na innych gałęziach. Usunięcie gałęzi z objawami choroby nie eliminuje fitoplazmy, ponieważ jest ona już w systemie korzeniowym przed pojawieniem się objawów.
Po zjedzeniu zarażonej rośliny skoczkowate mogą przenosić fitoplazmę do zdrowych liści przez kilku tygodni. Fitoplazma musi przejść przez jelita owada do jego hemolimfy i gruczołów ślinowych, zanim zostanie wydalona ze śliną do nowej rośliny.

## Zapobieganie
Choroba jest nieuleczalna, można tylko jej zapobiegać. Wymaga to stosowania zintegrowanego systemu działań.
- Sadzonki drzew muszą być wolne od patogenów. Drzewa zastępcze sadzone na miejsce usuniętych, również muszą być pozyskiwane z materiału sadzeniowego wolnego od patogenów. W razie wątpliwości można zlecić przetestowanie materiału przed zakupem lub posadzeniem;
- Porażone drzewa usuwa się z sadu. Traktowanie pniaków herbicydem natychmiast po ścięciu lub wstrzykiwanie go w drzewa przed wycięciem drzew (zabieg falbankowy) może pomóc w usunięciu patogenów z korzeni i ich przeszczepiania do sąsiednich drzew. We wczesnych badaniach, w sadach, w których porażone drzewa usuwano natychmiast po ich zaobserwowaniu, częstość występowania choroby utrzymywała się poniżej 2% i z czasem malała;
- Należy monitorować populacje skoczków od początku do końca sezonu wegetacyjnego co 1–2 tygodnie. Można do tego celu użyć żółtych samoprzylepnych karteczek. Zawiesza się je na wysokości 70–150 cm nad ziemią w liczbie dwóch pułapek na akr;
- Po wykryciu skoczkowatych opryskuje się sad odpowiednimi insektycydami co dwa tygodnie, zwykle 4–6 razy w sezonie wegetacyjnym;
- Usuwanie innych żywicieli fitoplazmy X i skoczkowatych zmniejsza inokulum choroby. Trawy są słabymi żywicielami skoczków liściastych i nie są żywicielami fitoplazmy, do opryskiwań w sadzie należy więc użyć herbicydów na rośliny dwuliścienne. Zdrowe, wolne od chwastów pasy trawy konkurują z chwastami szerokolistnymi i dostarczają niefitoplazmatyczne środowisko żywiciela;
- Ważne jest by wszyscy sadownicy zwalczali chorobę. Kluczem do zakończenia epidemii choroby X jest zmniejszenie ilości patogenów[3].